# Zisterzienserinnenabtei Nieuwenbosch
Die Zisterzienserinnenabtei Nieuwenbosch war von 1215 bis 1796 ein Kloster der Zisterzienserinnen, zuerst in Lokeren, ab 1247 in Heusden, schließlich ab 1588 in Gent, Provinz Ostflandern, in Belgien.

## Geschichte
Die Genter Patrizierfamilie Utenhove stiftete 1204 in Lokeren an einem Ort namens „Oudenbosch“ das Nonnenkloster Onze-Lieve-Vrouw ten Bosch oder Nonnenbosch, das 1215 in den Zisterzienserorden aufgenommen wurde. 1247 wurde das Kloster nach Heusden, verlegt und nahm den Namen Nieuwenbosch (auch Nieuwen-Bosch) an. Nach einer Zeit der Blüte erzwangen die Unruhen von 1578 (mit Zerstörung des Klosters) die Übersiedelung nach Gent, wo neue Gebäude errichtet wurden. 1796 kam es zur Schließung des Klosters durch die Französische Revolution. Seit 1810 wird ein Teil der Genter Gebäude durch die Schulschwestern Unserer Lieben Frau von Namur bewohnt, deren Schule den Namen Nieuwen Bosch trägt. In Heusden zeugt noch der Bosseveerhoeve von der einstigen Abtei.